# باتريك كيني
باتريك كيني (بالإنجليزية: Patrick Anthony Keane)‏ هو قاضي ومحامي أسترالي، ولد في 26 أكتوبر 1952 في بريزبان في أستراليا.